# ملعب فريتز فالتر
ملعب فريتز فالتر (بالألمانية: Fritz-Walter-Stadion) هو الملعب الرئيسي لنادي كايزرسلاوترن الألماني، تم افتتاح الملعب عام 1920 في مدينة كايزرسلاوترن ويتسع الملعب ل48,500 متفرج.
سمي الملعب باسم اللاعب فريتز فالتر قائد منتخب ألمانيا في كأس العالم 1954 لكرة القدم والتي حقق لقبها منتخب ألمانيا الغربية.

## كأس العالم لكرة القدم 2006
المباريات التي استضافها الملعب في كأس العالم لكرة القدم 2006:
| التاريخ       | الوقت(CET) | المنتخب #1 | النتيجة | المنتخب #2       | الدور            | عدد الحضور |
| ------------- | ---------- | ---------- | ------- | ---------------- | ---------------- | ---------- |
| 12 يونيو 2006 | 15:00      | أستراليا   | 3 - 1   | اليابان          | المجموعة السادسة | 46,000     |
| 17 يونيو 2006 | 21:00      | إيطاليا    | 1 - 1   | الولايات المتحدة | المجموعة الخامسة | 46,000     |
| 20 يونيو 2006 | 21:00      | باراغواي   | 2 - 0   | ترينيداد وتوباغو | المجموعة الثانية | 46,000     |
| 23 يونيو 2006 | 16:00      | السعودية   | 0 - 1   | إسبانيا          | المجموعة الثامنة | 46,000     |
| 26 يونيو 2006 | 17:00      | إيطاليا    | 1 - 0   | أستراليا         | دور الـ16        | 46,000     |

## روابط إضافية
- Fritz Walter Stadion Information and Image Gallery